# فهرست کشورهای دارای پایگاه نظامی در خارج
این فهرستی از کشورهایی است که در خارج از خود پایگاه نظامی دارند. تأسیس پایگاه‌های نظامی در خارج کشورها را قادر به به نمایش گذاشتن قدرت مثلاً با انجام جنگاوری اکتشافی و تحت تأثیر قرار دادن وقایع خارجی می‌کند. پایگاه‌ها بسته به اندازه و زیرساختشان ممکن است به عنوان محل گردآوردن پشتیبانی تدارکاتی، مخابراتی و اطلاعاتی باشند.
آمریکا ، فرانسه، روسیه و بریتانیا تعداد قابل توجهی پایگاه نظامی خارجی دارند. چین، آلمان، کانادا، هند، ایتالیا، ژاپن، امارات متحده عربی، ایران و ترکیه تعداد کمتری پایگاه نظامی خارجی دارند.
آمریکا با ۳۸ پایگاه بزرگترین بهره‌بردار از پایگاه‌های نظامی خارجی است. پایگاه هوایی رامشتاین در آلمان با ۹,۲۰۰ نفر پرسنل بزرگ‌ترین آن‌ها است.

## استرالیا
- مالزی – فرودگاه آرام‌ای‌اف باتروورث[۲]
- امارات متحده عربی – پایگاه هوایی ال می‌نهاد برای عملیات استرالیا در خاورمیانه استفاده می‌شود

## کانادا
- جامائیکا
- کویت
- آلمان – مرکز پشتیبانی عملیاتی (OSH) اروپا در فرودگاه کلن-بن آلمان

- سنگال

## چین
- جیبوتی – پایگاه نیروی دریایی در نزدیکی اوبوک[۳][۴]
- کامبوج –پایگاه دریایی ریم
- کوبا –تاسیسات جاسوسی در هاوانا
- پاکستان –پایگاه دریای در گوادر
- تاجیکستان –پایگاه نظامی

## فرانسه
- چاد – فرودگاه بین‌المللی انجامنا
- جیبوتی – نیروهای فرانسوی مستقر در جیبوتی (FFDj)[۵][۶]
- گابن – عوامل فرانسوی در گابن (EFG)[۵][۶]
- آلمان – بریگاد فرانسوی-آلمانی (سابقاً نیرو‌های فرانسوی در آلمان)(مقر در مولهایم)
- ساحل عاج – نیروهای فرانسوی در ساحل عاج (FFCI)[۵][۶]
- لبنان – پایگاه نیروی هوایی دیر کیفا
- نیجر – فرودگاه بین‌المللی دایوری هامانی
- سنگال – عوامل فرانسوی در سنگال (EFS)[۵][۶]
- امارات متحده عربی – پایگاه نظامی فرانسه در خلیج فارس (کمپ صلح)[۵][۶]
- موریتانی – چندین تاسیسات در این کشور
- اردن –  پایگاه هوایی شاهزاده حسن

## آلمان
- فرانسه – گردان تفنگدار ۲۹۱ (بخشی از بریگاد فرانسوی-آلمانی) در ایلکیرش-گرافن‌شتادن در نزدیکی استراسبورگ
- ایالات متحده آمریکا – آلمان در پایگاه نیروی هوایی هالومن در نیومکزیکو و در پایگاه هوایی پنسکوولا در فلوریدا، تأسیسات آموزشی (پایگاه آموزشی) دارد[۷]

## یونان
- قبرس – نیروی یونانی در قبرس

## هند
- بوتان (کشور) – مقر آموزشی نظامی هند در غرب بوتان[۸]
- ماداگاسکار – پست شنود و راداری[۹]
- موریس – رادار ساحلی،[۱۰] از ژوئن ۲۰۱۷، وضعیت فعلی همه این پروژه‌ها نامشخص است[۱۱]
- سیشل – سیستم رادار ساحلی[۱۲][۱۰]
- تاجیکستان – پایگاه هوایی

## اسرائیل
- سوریه – اردوگاه ییتسخاک در بلندی‌های جولان[۱۳]

## ایتالیا
- امارات متحده عربی – کارگروه هوایی (TFA)[۱۴]
- جیبوتی – بی‌ام‌ان‌اس-پایگاه نظامی پشتیبانی ملی (۳۰۰ پرسنل)[۱۵][۱۶]
- ایالات متحده آمریکا – پایگاه نیروی هوایی شپپرد (آموزشی) و پایگاه نیروی هوایی اگلین (آموزشی)

## ایران
- عراق – چندین پایگاه و تاسیسات نظامی در بغداد، الانبار و استان صلاح‌الدین
- سوریه – یک پایگاه نظامی در نزدیکی الکسوه،[۱۷] البوکمال و چندین پایگاه دیگر در سه استان سوریه[۱۸]
- لبنان – یک مرکز آموزش نظامی در نزدیکی بیت مبارک و تاسیسات نظامی متعدد در بقاع و بیروت[۱۹]

## ژاپن
- جیبوتی – برای حفاظت در برابر دزدی دریایی[۲۰]

## پاکستان
- عربستان سعودی – ۱٬۱۸۰ پرسنل در تبوک و دیگر پایگاه‌ها[۲۱][۲۲][۲۳][۲۴]

## روسیه
- ارمنستان – پایگاه ۱۰۲ام نظامی روسیه در گیومری و پایگاه هوایی در فرودگاه اربونی در نزدیکی ایروان
- بلاروس – ایستگاه رادار هانتساویچی؛ فرستنده وی‌ال‌اف ویلیکا
- گرجستان – پایگاه نظامی چهارم در اوستیای جنوبی و پایگاه نظامی هفتم در آبخاز[۲۵]
- قزاقستان - ایستگاه رادار بالخاش؛ ساری‌شاغان؛ پایگاه فضایی بایکونور
- قرقیزستان - پایگاه هوایی کانت، مرکز مخابرات نیروی دریایی[۲۶]
- مولداوی - کارگروه مستقر در ترانس‌نیستریا؛ صلحبانی و نگهبانی از دپوی سلاح[۲۷]
- سوریه – تاسیسات دریایی روسیه در طرطوس؛ پایگاه هوایی حمیمیم[۲۸]
- تاجیکستان – پایگاه نظامی ۲۰۱ام
- اوکراین – پایگاه عملیاتی ناوگان دریای سیاه در سواستوپول در شبه‌جزیره کریمه (ملحق شده به روسیه)

## ترکیه
- جمهوری آذربایجان – ساختمان‌ها در قزل شرق[۲۹]
- قبرس شمالی (مورد ادعای قبرس) – فرماندهی نیروی صلح ترکیه در قبرس
- عراق – پایگاه با ۲٬۰۰۰ پرسنل[۳۰]
- اقلیم کردستان عراق – ترکیه بیش از ۲۰ پایگاه نظامی و اطلاعاتی در دو استان دهوک و اربیل در کردستان عراق دارد[۳۱]
- قطر – پایگاه با ۳٬۰۰۰ پرسنل[۳۲][۳۳][۳۴]
- سومالی – پایگاه با ۲۰۰ پرسنل (قابل افزایش به ۱٬۰۰۰)[۳۵][۳۶]
- سوریه – پایگاه‌هایی در الباب، الراعی، سوریه، اخترین و جرابلس با با تعداد کارکنان نامعلوم؛[۳۷] دنبال کردن ساخت پایگاه های جدید در اطمه و دارة عزة[۳۸]

## امارات متحده عربی
- سومالی ( سومالی‌لند) – پایگاه نظامی در بندر بربرا[۳۹]
- یمن – پایگاه جزیی در جزیره سقطرا[۴۰][۴۱]

## بریتانیا

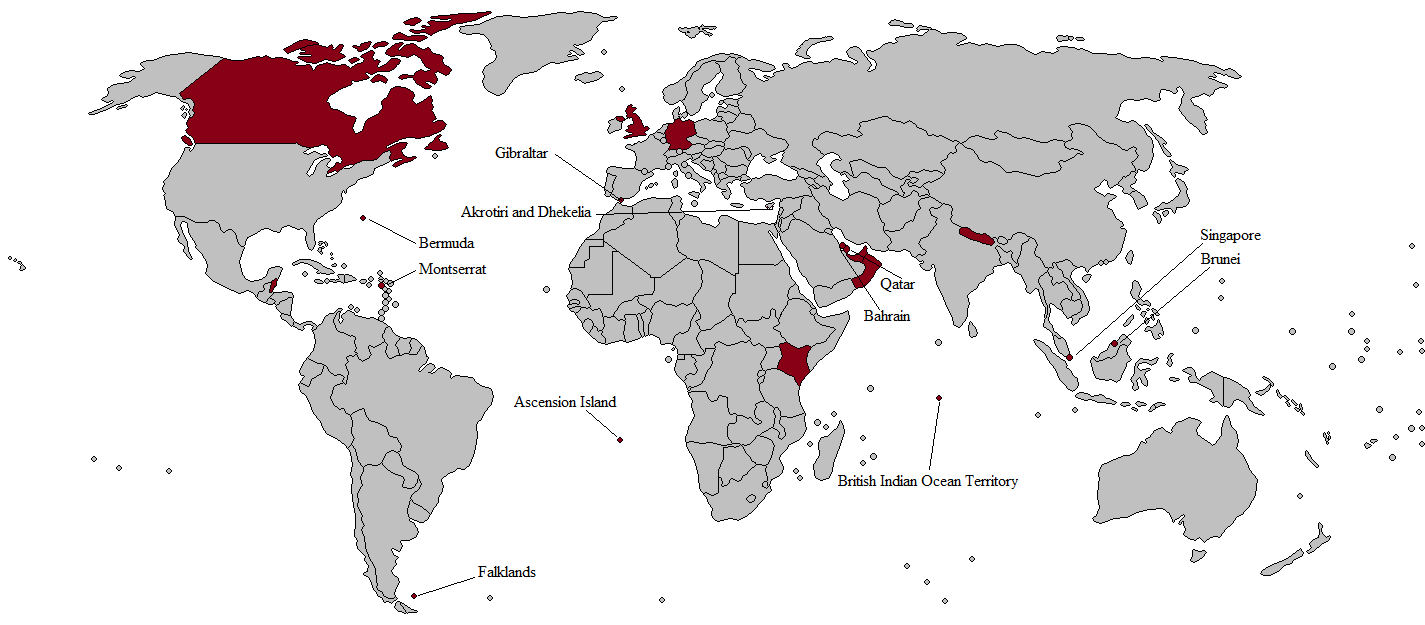
کشورها و سرزمین‌های فرادریایی دارای پایگاه‌های نظامی بریتانیا

- بحرین – پایگاه دریایی اچ‌ام‌اس جفیر (HMNBJ)[۴۲][۴۳]
- بلیز – واحد آموزش و پشتیبانی ارتش بریتانیا بلیز[۶][۴۴]
- برونئی – نیرو‌های بریتانیایی برونئی[۶][۴۵]
- کانادا – واحد آموزش ارتش بریتانیا سافیلد[۶][۴۶]
- قبرس – نیرو‌های بریتانیایی قبرس
  -  آکراتاری و داکیلیا (بریتانیا) – اردوگاه ایپیسکوپی؛ فرودگاه نیروی هوایی سلطنتی اکروتیری؛ سربازخانه الکساندر؛ ایستگاه آیوس نیکولاس؛ فرودگاه نظامی داکیلیا؛ اردوگاه داکیلیا؛ سربازخانه نایتینگل[۴۷]
  -  قبرس – نیروی هوای سلطنتی ترودوز
- آلمان – نیرو‌های بریتانیایی آلمان: پادگان وست‌فالن[۴۸]
- کنیا – واحد آموزش ارتش بریتانیا کنیا[۶][۴۹]
- نپال – گورکاهای بریتانیایی نپال[۶][۵۰]
- سنگاپور – گروه دریایی ۱۰۲۲[۶][۵۱]
- قطر – پایگاه هوایی العدید[۵۲]

## ایالات متحده آمریکا

کشور‌های دارای پایگاه‌های نظامی آمریکا

- استرالیا – پاین گپ؛ نیروی چرخشی دریایی، داروین[۵۳]
- بحرین – پشتیبانی فعال دریایی بحرین؛ پایگاه هوایی شیخ عیسی
- بلژیک – پایگاه هوایی شیور؛ پایگاه هوایی په
- برزیل – واحد پشتیبانی دریایی آمریکا، سائو پائولو
- قلمرو اقیانوس هند بریتانیا (بریتانیا) – تاسیسات پشتیبانی نیروی دریایی دیه‌گو گارسیا
- بلغارستان – مرکز لجستیک آیتوس؛ پایگاه هوایی بزمر؛ پایگاه هوایی گرف ایگناتیوو؛ میدان تیر نوو سلو
- کوبا – پایگاه نیروی دریایی خلیج گوانتانامو
- جیبوتی – کمپ لمونیه
- آلمان – تاسیسات ارتش آمریکا در آلمان، پادگان لشکر زرهی آلمان، پایگاه هوایی رامشتاین، پایگاه هوایی اسپنگدالم
- یونان –پشتیبانی فعال نیروی دریایی خلیج سودا[۵۴]
- گرینلند (دانمارک) – پایگاه هوایی توله
- هندوراس – پایگاه هوایی سوتو کانو
- اسرائیل – بندر حیفا (ناوگان ششم آمریکا)؛ تاسیسات رادار دیمونا
- ایتالیا – پادگان دل دین، پادگان ادرل، مجتمع نظامی داربی، پایگاه هوایی سیگونلا، پشتیبانی فعال دریایی ناپل، پایگاه هوایی اویانو
- ژاپن – نیروهای آمریکایی ژاپن
- کوزوو[الف] – کمپ بانداستیل
- کویت – پایگاه هوایی علی السالم، کمپ عریفجان، کمپ بوهرینگ، پایگاه هوایی پادشاهی کویت
- هلند – پایگاه هوایی فولکل
- نروژ – پادگان تفنگداران دریایی در پایگاه هوایی وارنس
- عمان – پایگاه هوایی مصیره؛ نیروی هوایی پادشاهی عمان ثمریت (جنوب عمان)[۵۵]
- فیلیپین – پایگاه هوایی آنتونیو باتیستا، پایگاه هوایی باسا، فورت مگسایسای، فرودگاه لومبیا، پایگاه هوایی مکتان[۵۶]
- پرتغال – فرودگاه لایس فیلد
- قطر – پایگاه هوایی العدید
- عربستان سعودی – گروه اعزامی هوایی ۶۴ام
- سنگاپور – پایگاه هوایی پایا لبار
- کره جنوبی – نیروهای آمریکایی کره جنوبی
- اسپانیا – پایگاه هوایی مورون، ایستگاه دریایی روتا
- ترکیه – پایگاه هوایی اینجرلیک، پایگاه هوایی ازمیر
- امارات متحده عربی – پایگاه هوایی الظفره، بندر جبل علی؛ پایگاه دریایی فجیره
- بریتانیا – فرودگاه نیروی هوایی سلطنتی الکونبری، نیروی هوایی سلطنتی کروتون؛ فرودگاه نیروی هوایی سلطنتی فیرفورد، فرودگاه نیروی هوایی سلطنتی لیکن‌هیث، آرای‌اف من‌وید هیل، فرودگاه نیروی هوایی سلطنتی میلدنهال